# Euclystis labecia
Euclystis labecia är en fjärilsart som beskrevs av Druce 1890. Euclystis labecia ingår i släktet Euclystis och familjen nattflyn. Inga underarter finns listade i Catalogue of Life.